# Cedartown (Georgia)
Cedartown ist ein Ort und County Seat im Polk County im US-Bundesstaat Georgia. Das U.S. Census Bureau ermittelte bei der Volkszählung 2020 eine Einwohnerzahl von 10.190.

## Bevölkerung
Laut dem U.S. Census Bureau 2000 gab es 9.470 Einwohner, 3.370 Haushalte und 2.237 Familien. Im Jahr 2020 gab es 10.190 Einwohner, 3.573 Haushalte und 1.915 Familien. Die durchschnittliche Haushaltsgröße betrug 2,65 Personen.

## Sehenswürdigkeiten
In Cedartown gibt es vier Parks: Peek Park, Turner Street Park, Goodyear Park und Big Spring Park.

## Transport
In Cedartown kreuzen zwei Bahnstrecken: Von Nord nach Süd führt die durch die Chattanooga, Rome and Columbus Railroad gebaute, heute durch die Norfolk Southern Railway im Güterverkehr betriebene Strecke von Chattanooga nach Carrollton. Von Ost nach West errichtete die East and West Railroad of Alabama Ende des 19. Jahrhunderts eine Strecke von Atlanta nach Birmingham. Sie wird heute von Cedartown ostwärts durch die CSX Transportation im Güterverkehr genutzt, während der gen Westen führende Streckenteil 1988 stillgelegt wurde.

## Persönlichkeiten
- Nick Chubb (* 1955), American-Football-Spieler
- Sam Hunt (* 1984), Country-Sänger und Songschreiber

## In den Medien
Cedartown diente als Drehort im Film Jayne Mansfield’s Car.